# Peng Sixun
Peng Sixun (chinês tradicional: 彭司勛; Baojing, Hunan, 28 de julho de 1919 - 9 de dezembro de 2018) foi um químico medicinal chinês.
Nascido em Baojing, Peng foi descendente de Tujia. Ele se formou na Faculdade Nacional de Farmácia em 1942, e completou um mestrado na Universidade de Columbia em 1950. Peng voltou a lecionar em sua alma mater, que havia sido renomeada Universidade Farmacêutica da China, e foi eleito para a Academia Chinesa de Engenharia em fevereiro de 1996.
Peng morreu aos 99 anos de idade em 9 de dezembro de 2018.